# Апонвилије
Апонвилије (фр. Happonvilliers) насеље је и општина у централној Француској у региону Центар (регион), у департману Ер и Лоар која припада префектури Ножан ле Ротру.
По подацима из 2011. године у општини је живело 311 становника, а густина насељености је износила 16,4 становника/km². Општина се простире на површини од 18,96 km². Налази се на средњој надморској висини од 218 метара (максималној 256 m, а минималној 183 m).

## Демографија
| 1962. | 1968. | 1975. | 1982. | 1990. | 1999. | 2011. |
| ----- | ----- | ----- | ----- | ----- | ----- | ----- |
| 241   | 282   | 240   | 235   | 235   | 267   | 311   |

График промене броја становника у току последњих година